# ジェイミー (ミュージカル)
『ジェイミー』（Everybody's Talking About Jamie）はミュージカル作品である。本作品は2011年にBBCによって放送されたドキュメンタリーを原作のアイデアとしている。
16歳の高校生が周りの偏見を乗り越え、ドラァグクイーンとして生きていくまでの覚悟を描くミュージカルである。

## 日本での公演
日本ではホリプロにより2021年に上演されている。2025年に再演を予定している。
2021年公演
- 2021年8月8日（日・祝）～29日（日）東京都 東京建物 Brillia HALL
- 2021年9月4日（土）～12日（日）大阪府 新歌舞伎座
- 2021年9月25日（土）・26日（日）愛知県 愛知県芸術劇場 大ホール

2025年公演(予定)
- 2025年7月9日(水)～7月27日(日) 東京建物 Brillia HALL
- 2025年8月1日(金)～3日(日) 新歌舞伎座
- 2025年8月9日(土)～11日(月祝) 愛知県芸術劇場 大ホール

キャスト
| 役名                            | 2021年                       | 2025年                                        |
| ------------------------------- | ---------------------------- | --------------------------------------------- |
| ジェイミー・ニュー              | 森崎ウィン 高橋颯（WATWING） | 三浦宏規 髙橋颯（WATWING)                     |
| マーガレット・ニュー            | 安蘭けい                     | 安蘭けい                                      |
| プリティ                        | 田村芽実 山口乃々華          | 唯月ふうか 遥海                               |
| ディーン・パクストン            | 佐藤流司 矢部昌暉（DISH//）  | 神里優希 吉高志音                             |
| ベックス                        | 鈴木瑛美子                   | 小向なる                                      |
| サイード                        | 川原一馬                     | 里中将道                                      |
| ファティマ                      | 伊藤かの子                   | 澤田真里愛                                    |
| ミッキー                        | 太田将熙                     | 東間一貴                                      |
| サイ                            | 小西詠斗                     | 星野勇太                                      |
| リーバイ                        | MAOTO                        | MAOTO                                         |
| ベッカ                          | フランク莉奈                 | 元榮菜摘                                      |
| ヴィッキー                      | 田野優花                     | リコ（HUNNY BEE）                             |
| ライカ・バージン                | 泉見洋平 永野亮比己 *U/S     | 泉見洋平                                      |
| トレイ・ソフィスティケイ        | 吉野圭吾 永野亮比己 *U/S     | 渡辺大輔                                      |
| ミス・ヘッジ                    | 樋口麻美 実咲凜音 *U/S       | かなで（3時のヒロイン） 栗山絵美（女性役U/S） |
| ジェイミー父/サンドラ・ボロック | 今井清隆                     | 岸 祐二                                       |
| レイ                            | 保坂知寿                     | 保坂知寿                                      |
| ヒューゴ/ロコシャネル           | 石川禅                       | 石川 禅                                       |

U/S：アンダースタディ